# Flemming Povlsen
Flemming Søgaard Povlsen (ur. 3 grudnia 1966 w Brabrand) – duński piłkarz grający na pozycji środkowego lub prawego pomocnika.

## Kariera
Przygodę z piłką rozpoczął w małym klubie Viby, skąd w 1984 przeniósł się do Aarhus GF i już w pierwszym sezonie pobytu w klubie został wybrany odkryciem roku w Superligaen. Kiedy pojawiła się oferta z Realu Madryt młody Flemming nie zastanawiał się długo i z niej skorzystał. Ponieważ był za słaby, aby grać w pierwszym zespole przegrał rok w rezerwach stołecznego klubu – Castilli. Zaliczył wtedy debiut w seniorskiej reprezentacji Danii, w meczu z Grecją, w ramach eliminacji do Olimpiady w Seulu, wygranym przez Duńczyków 5-0.
Po nieudanym epizodzie w Hiszpanii zdecydował się na przeprowadzkę do 1. FC Köln, gdzie grał razem z Mortenem Olsenem. Podczas dwuletniego pobytu w tym klubie zagrał w 71 meczach, strzelił 19 bramek i był dwukrotnym wicemistrzem Niemiec. Odszedł do PSV Eindhoven, w którym z kolei spędził jeden sezon i zdobył Puchar Holandii.
W 1990 roku zdecydował się na powrót do gry w Niemczech, jego nowym klubem została Borussia Dortmund. Tutaj zaliczył najbardziej udany okres w karierze. W 1992 powołany przez trenera Richarda Møllera Nielsena na Mistrzostwa Europy, imprezie na której rozegrał wszystkie pięć spotkań, a w półfinałowej serii rzutów karnych z Holandią strzelił niezwykle ważną bramkę swojemu byłemu koledze z PSV Eindhoven – Hansowi van Breukelenowi. Zdobycie tytułu mistrza Europy było najważniejszym osiągnięciem w karierze pomocnika.
W kwietniu 1993 przeciwko 1. FC Köln zerwał więzadła w prawym kolanie i musiał pauzować aż do października tego samego roku. Niespełna rok później przytrafiła mu się kolejna kontuzja więzadeł, tym razem... w lewym kolanie. Do gry powrócił dopiero w marcu 1995 i chociaż zdobył wraz z klubem z Westfalii mistrzostwo Bundesligi to zdecydował się na zakończenie swojej kariery. Trzy lata później niejako jego śladami podążył jego rodak, Henrik Andersen, któremu kontuzje kolan również przerwały karierę. W latach 1998–2004 Povlsen grał w klubie z rodzinnego miasta Brabrand IF, na poziomie amatorskim. Kilka lat po ostatecznym zakończeniu kariery był asystentem trenerów w AC Horsens oraz Randers FC.
W kadrze duńskiej zaliczył 62 gry i strzelił 21 goli.